# Shorea obscura
Shorea obscura är en tvåhjärtbladig växtart som beskrevs av Willem Meijer. Shorea obscura ingår i släktet Shorea och familjen Dipterocarpaceae. Inga underarter finns listade i Catalogue of Life.